# Jelena Ruzina
Jelena Ivanovna Ruzina (rusko Елена Ивановна Рузина), ruska atletinja, * 3. april 1964, Voronež, Sovjetska zveza.
Nastopila je na olimpijskih igrah leta 1992 in tam osvojila naslov olimpijske prvakinje v štafeti 4×400 m, v teku na 400 m se je uvrstila v polfinale. Na svetovnih prvenstvih je leta 1993 osvojila srebrno medaljo v štafeti 4×400 m, na svetovnih dvoranskih prvenstvih naslov prvakinje leta 1995, na evropskih prvenstvih pa srebrno medaljo leta 1990. 